# Kanton Épinay-sur-Seine
Der Kanton Épinay-sur-Seine ist seit 1967 ein französischer französischer Wahlkreis für die Wahl des Départementrats im Arrondissement Saint-Denis, im Département Seine-Saint-Denis und in der Region Île-de-France; sein Bureau centralisateur befindet sich in Épinay-sur-Seine.

## Gemeinden
Der Kanton besteht aus zwei Gemeinden und Gemeindeteilen mit insgesamt 68.494 Einwohnern (Stand: 1. Januar 2022) auf einer Gesamtfläche von 7,85 km²:
| Gemeinde                | Einwohner 1. Januar 2022 | Fläche km² | Dichte Einw./km² | Code INSEE | Postleitzahl |
| ----------------------- | ------------------------ | ---------- | ---------------- | ---------- | ------------ |
| Épinay-sur-Seine        | 22.392                   | 2,13       | 10.513           | 93031      | 93800        |
| Saint-Denis             | 33.670                   | 3,41       | 9.874            | 93066      | 93800        |
| Villetaneuse            | 12.432                   | 2,31       | 5.382            | 93079      | 93430        |
| Kanton Épinay-sur-Seine | 68.494                   | 7,85       | 8.725            | 9309       | –            |

1. ↑   Nur der östliche Teil der Gemeinde, der Rest gehört zum Kanton Saint-Ouen.
2. ↑   Nur die Fläche der ehemaligen Gemeinde Pierrefitte-sur-Seine, der Rest gehört zu den Kanton Saint-Denis-1 und Kanton Saint-Denis-2.

Bis zur Neuordnung bestand der Kanton Épinay-sur-Seine aus der Gemeinde Épinay-sur-Seine. Sein Zuschnitt entsprach einer Fläche von 4,57 km2.

## Veränderungen im Gemeindebestand seit 2015
2025: Fusion Pierrefitte-sur-Seine und Saint-Denis → Saint-Denis